# مردمان پوئبلو

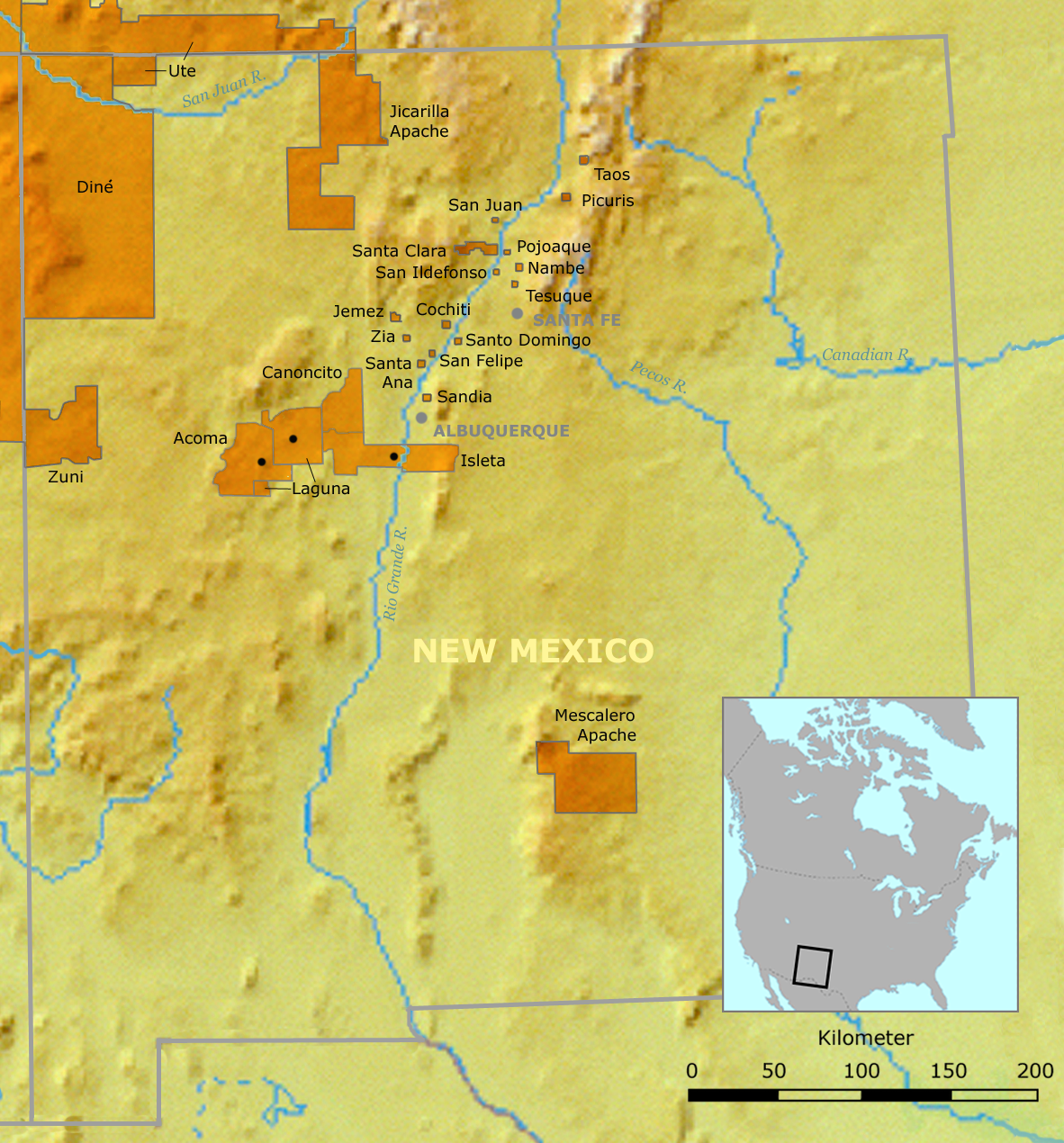
نمایی از نقشهٔ تراکم جمعیت مردمان پوئبلو در جنوب غربی آمریکا - ۲۰۰۷

مردمان پوئبلو (انگلیسی: Puebloan peoples) یک قبیلهٔ سرخ‌پوست آمریکایی در جنوب غربی آمریکا است که از گروه‌های زبانی متفاوت و دو شاخهٔ فرهنگی-زبانی عمده تشکیل می‌شود که یکی از آن‌ها توسط نظام مادرتبارانه (هوپی, کرس, همز و زونی) سازمان‌دهی می‌شود و دیگری نظامی پدرتبارانه (غیر-توئا تانوآیی) دارد. این‌ها تعیین‌کنندهٔ عضویت بچه‌ها در طایفه و خطوط ارث بری و تبار هستند. اقتصاد آن‌ها بر اساس کشاورزی و بازرگانی بوده است. در دورهٔ مواجهه با اسپانیای‌ها در قرن شانزدهم، هنوز در روستاهایی زندگی می‌کردند، که اسپانیای‌ها به آن‌ها پوئبلو  به‌معنای «شهر» می‌گفتند.
از ۲۱ پوئبلوی به جا مانده در قرن بیست و یکم، تائوس، اکوما، زونی، و هوپی از همه شناخته‌شده‌ترند. پوئبلوهای اصلی اساساً در ایالات امروزی نیومکزیکو و آریزونا واقع شده‌اند.